# Maartje Verhoef
Maartje Verhoef (Veldhoven, 5 september 1997) is een Nederlands model.

## Biografie

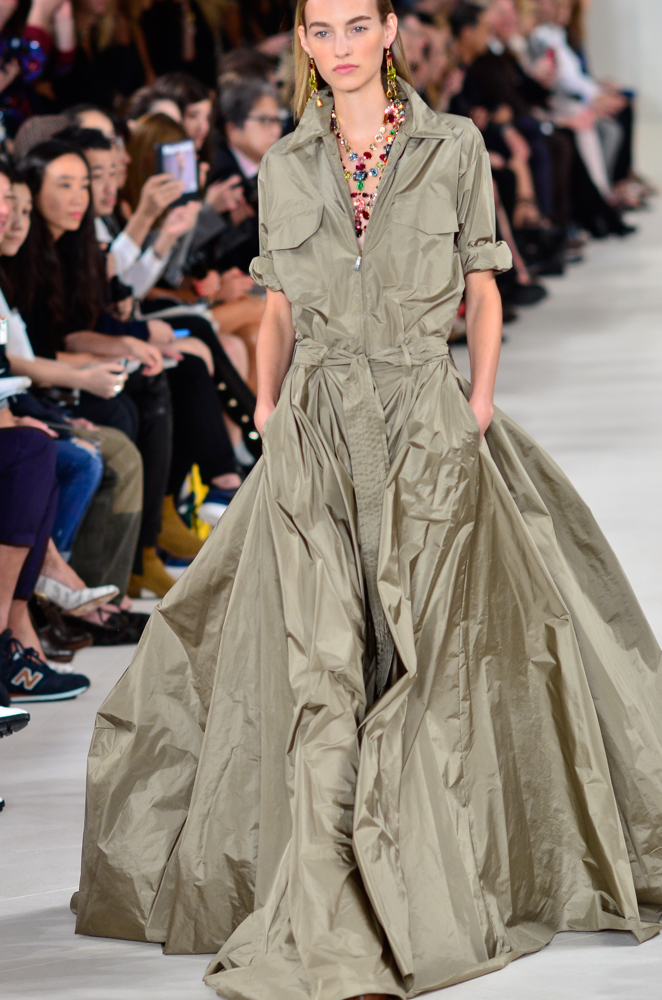
Verhoef in 2014

Verhoef werd ontdekt door een bevriende fotograaf die haar vroeg in te vallen voor een model dat zich ziek had gemeld. Hij stuurde haar foto's door naar het modellenbureau Micha Models, waarna zij er later een contract tekende.
Haar modellencarrière ging al gauw voorspoedig. Ze opende in september 2012, op vijftienjarige leeftijd, de lentemodeshow van Prada. In de herfst van 2014 was ze het meest populaire model, toen ze liefst 66 keer op de catwalk verscheen. Ze liep modeshows voor merken als Dior, Ralph Lauren, Calvin Klein, Burberry en Gucci.
Verhoef woont in New York.